# 低エネルギー遷移

低エネルギー遷移による地球から月への軌道の例
GRAIL-A·
Moon·
Earth

低エネルギー遷移（ていエネルギーせんい、英語: low-energy tranfer)とは、地球から月へ宇宙機を送り込むとき、一度細い楕円軌道で地球-太陽系のL1やL2に近い位置へ宇宙機を送り、太陽の摂動によって地球周回軌道に必要な角速度を得て膨らんだ楕円軌道に遷移し、月で減速スウィングバイを行い捕獲される軌道遷移である。ホーマン遷移や二重楕円遷移などの古典的な遷移方法に比べ少ない推進剤の消費で軌道を遷移できるが、長い遷移時間が必要なため、月への無人ミッションでよく利用される。
弾道捕獲は低エネルギー遷移の一種である。
低エネルギー遷移は弱安定領域の軌道として知られている。
一般に、不安定なラグランジュ点同士を結ぶ軌道は、小さなデルタV(速度変更)で太陽系を移動する道として利用でき、ITN(Interplanetary Transport Network)と呼ばれることがある
。低エネルギー遷移は太陽-惑星系のL1やL2と惑星-衛星系のL2を結ぶITNの一種といえる。

## 低エネルギー遷移を使用した計画
以下に、低エネルギー遷移を使用した計画の一覧を示す。括弧内は開発した宇宙機関を表す。
- ひてん (JAXA)
- スマート1 (ESA)
- ジェネシス (NASA)[4]
- GRAIL (NASA)[5][6]
- タヌリ (KARI)[7]

進行中のミッション
- ベピ・コロンボ (ESA/JAXA)[8]
- キャップストーン (NASA)
- SLIM (JAXA)

将来のミッション
- European Student Moon Orbiter（英語版）
- マーズ・ダイレクト

## 歴史
月への低エネルギー遷移は日本の宇宙機ひてんによって1991年に初めて実証された。ひてんは月スイングバイの途中、孫衛星はごろもを分離した。はごろもは月周回軌道に入ったと推定されているが、通信障害のため確認はできなかった。
ジェット推進研究所のエドワード・ベルブルーノは、この失敗について聞いており、主探査機「ひてん」が月周回軌道に入ることができる弾道捕捉軌道を開発することでミッションの救出に協力した。 彼らが「ひてん」のために開発した軌道は、弱安定領域の境界を使用し、楕円形のスイングバイ軌道に対するわずかな摂動のみを必要とし、宇宙船のスラスターによって達成できた。 このコースでは、探査機はゼロデルタVで月周回軌道に一時的に捕捉されるが、ホーマン遷移では3日かかるところが、5か月もかかった。

## ΔVの節約
地球低軌道から月周回軌道への遷移では、従来の月軌道遷移と比べて低エネルギー遷移によるΔVの節約は25％に達し、ペイロードを従来の倍にすることができる。
Robert FarquharはかつてΔVが3.5 km/sの9日間の月軌道への遷移を提案した。
Belbrunoの低エネルギー遷移は月軌道への遷移に3.1 km/sのΔVを要求するので、Farquharの遷移軌道と比べてΔVの節約でみれば0.4 km/sにとどまるが、Belbrunoの低エネルギー遷移は地球低軌道離脱時に急激な速度変更を行わないので、上段エンジンの再始動や軌道上での耐久性に限界があり別系統の推進システムが必要な時には、運用上の利点がある。
火星の衛星のランデブーでは、フォボスで12%の節約、ダイモスで20%の節約が期待できる。